# Johann Friedrich Münch
Johann Friedrich Münch (* 6. August 1729 in Basel; † 27. November 1808 ebenda) war ein Schweizer Politiker.

## Leben
Johann Friedrich Münch war der Sohn des Bäckers Johann Heinrich Münch (* 14. November 1702 in Basel; † 30. August 1750 ebenda) und dessen Ehefrau Esther (* 4. März 1703 in Basel; † 25. Februar 1788 ebenda), einer Tochter des Metzgers Friedrich Bulacher (1670–1729). Er hatte noch zwei Schwestern.
Er begann 1748 an der Universität Basel ein Studium der Philosophie und der Rechtswissenschaften, wandte sich 1749 aber einem Theologiestudium zu. Aufgrund des frühen Todes seines Vaters gab er seine geistliche Laufbahn auf und übernahm die väterliche Bäckerei; 1753 wurde er in die Zunft zu Brodbecken aufgenommen und war von 1769 bis 1808 deren Zunftmeister. 1754 erfolgte seine Wahl zum Sechserrat und Mitglied des Grossen Rats von Basel. Von 1769 bis 1798 und von 1803 bis 1808 war er Mitglied des Kleinen Rats; in diesen Zeiten war er von 1771 bis 1798 sowie von 1803 bis 1808 Dreierrat und von 1777 bis 1798 Geheimer Rat (Dreizehnerrat). Mehrfach wurde er zu Tagsatzungen und zu den Konferenzen der evangelischen Kantone und der zugewandten Orte entsandt. Er gilt als bedeutender Basler Politiker.
Johann Friedrich Münch war seit dem 5. April 1756 in erster Ehe mit Anna (* 17. Januar 1717 in Basel; † 1. März 1786 in Basel) verheiratet, einer Tochter von Friedrich Duvoisin (1685–1761), Bäcker; gemeinsam hatten sie eine Tochter: Judith Münch (26. November 1758; † unbekannt), verheiratet mit Johann Rudolf Faesch (1744–1788), Amtmann. Seit dem 23. Oktober 1786 in Kleinhüningen war er in zweiter Ehe mit Ursula (1737–1805) verheiratet, einer Tochter von Niklaus Thurneysen (1714–1775), Wirt des Gasthauses Zum Schaf und Gerichtsherr in Kleinbasel. Sie hatten keine gemeinsamen Kinder.

## Mitgliedschaften
Er war, gemeinsam mit Peter Burckhardt, Andreas Buxtorf (1740–1815), Johann Rudolf Forcart (1749–1834), Andreas Merian-Iselin und Jakob Sarasin, Mitbegründer der Gesellschaft für das Gute und Gemeinnützige Basel. Ausserdem war er Mitglied der Helvetischen Gesellschaft, deren Präsident er 1783 wurde.

## Schriften (Auswahl)
- Daniel Mitz; Falkner; Friedrich Münch: Bedenken der Herren Deputierten wegen der Armenanstalten Auf Befehl Unsrer Gnädigen Herren und Obern vom 10ten Hornungs 1777 zum Druck befördert. Basel Decker 1777.
- Anrede an die in Olten versammelte Helvetische Gesellschaft: gehalten den zweyten Brachmonat 1783. Basel 1783.
- Einige Betrachtungen über die ältesten Schweizerbünde und die glücklichen Folgen des Basler Bundes: vorgetragen am Schwörtag 1792 und 1794. Basel: Haas, 1794.
- Rede, gehalten am Schwörtage den 3. Jul. 1796 auf E. E. Zunft der Brodbecken. Basel 1796.
- In novam Reipublicae Helveticae constitutionem Lutetia Parisiorum expectatam calendis Januarii a. 1803. Basel 1803.
- Vortrag: gehalten bey der Einsetzung des Herrn Jakob Amadeus Iselins in das Amt eines Statthalters des Districts Waldenburg. Basel 1803.
- Ode an Bonaparte. Basel 1803.
- Francorum imperatori: Quas cecini Ingenii vires tunc Consulis, Orbis: Calendis Junii 1804. Basel 1804.
- In diem memorabilem 1. Januarii A. 1308, et eandem A. 1808 mutato corporis Helvetici praesidio. Basel 1808.
- Johann Jakob Fäsch; Friedrich Münch: Leichen-Predigt über Psalm (119, V. 80, 81, 82) bey d. Bestattung des Hochgeachten und Hochgeehrten Herrn Friederich Münch d. 1. Christmonat 1808 in d. Kirche St. Theodor gehalten. Basel 1808.